# Marcus Monsen
Marcus Monsen (19 febbraio 1995) è un ex sciatore alpino norvegese.

## Biografia
Attivo in gare FIS dal novembre del 2010, Marcus Monsen ha debuttato in Coppa Europa  a Trysil in slalom gigante il 20 novembre 2013, senza concludere la seconda manche, e in Coppa del Mondo il 2 febbraio 2014 a Sankt Moritz nella medesima specialità, classificandosi 26º. Poche settimane dopo, ai Mondiali juniores di Jasná (in Slovacchia), ha conquistato la medaglia d'argento nello slalom gigante e la medaglia di bronzo nella supercombinata.
L'anno seguente ai Mondiali juniores di Hafjell ha ottenuto la medaglia d'argento nella discesa libera e quella di bronzo nello slalom gigante; in Coppa Europa ha colto il primo podio l'11 dicembre 2015 a Sölden in combinata (2º) e la prima vittoria il 15 gennaio 2016 a Reiteralm in supergigante.
Ai Mondiali juniores di Soči/Rosa Chutor 2016 ha vinto la medaglia d'argento nella combinata. Il 24 gennaio 2017 ha conquistato a Méribel in combinata l'ultima vittoria, nonché ultimo podio, in Coppa Europa; il 4 marzo successivo ha ottenuto il miglior piazzamento in Coppa del Mondo, a Kranjska Gora in slalom gigante (17º). Si è ritirato al termine della stagione 2019-2020 e la sua ultima gara è stata lo slalom gigante di Coppa del Mondo disputato il 2 marzo a Hinterstoder, chiuso da Monsen al 27º posto; non ha preso parte a rassegne olimpiche né iridate.

## Palmarès

### Mondiali juniores
- 6 medaglie:
  - 3 argenti (slalom gigante a Jasná 2014; discesa libera a Hafjell 2015; combinata a Soči/Rosa Chutor 2016)
  - 3 bronzi (supercombinata a Jasná 2014; slalom gigante a Hafjell 2015; gara a squadre a Sočil/Roza Chutor 2016)

### Coppa del Mondo
- Miglior piazzamento in classifica generale: 126ª nel 2017

### Coppa Europa
- Miglior piazzamento in classifica generale: 3º nel 2017
- 4 podi:
  - 3 vittorie
  - 1 secondo posto

#### Coppa Europa - vittorie
| Data            | Località  | Paese    | Specialità |
| --------------- | --------- | -------- | ---------- |
| 15 gennaio 2016 | Reiteralm | Austria  | SG         |
| 9 gennaio 2017  | Davos     | Svizzera | GS         |
| 25 gennaio 2017 | Méribel   | Francia  | KB         |

Legenda:

SG = supergigante

GS = slalom gigante

KB = combinata

### Australia New Zealand Cup
- Miglior piazzamento in classifica generale: 5º nel 2020
- 1 podio:
  - 1 terzo posto

### Campionati norvegesi
- 6 medaglie[2]:
  - 2 ori (combinata nel 2015; combinata nel 2016)
  - 1 argento (discesa libera nel 2015)
  - 3 bronzi (slalom speciale nel 2014; slalom gigante, slalom speciale nel 2018)

### Campionati norvegesi juniores
- 1 oro (slalom gigante nel 2013)[senza fonte]